# Anurida uniformis
Anurida uniformis är en urinsektsart som beskrevs av Hermann Gisin 1953. Anurida uniformis ingår i släktet Anurida, och familjen Neanuridae. Arten är reproducerande i Sverige.